# Леонід (Лобачов)
Архієпископ Леонід (в миру Ілля Христофорович Лобачов, 28 липня 1896, село Чорні Грязі, Московська губернія — 28 липня 1967) — єпископ Російської православної церкви, архієпископ Харківський і Богодухівський.

## Біографія
Народився в 1896 році в селянській родині в селі Чорні Грязі Московської губернії.
Закінчив церковно-парафіяльну школу. Навчався в Московському Комерційному училищі.
У 1915—1916 роках був послушником Чудова монастиря в Москві.
У 1918—1920 роках проходив військову службу в Архангельську.
У 1920 році вступив послушником в Новоспаський ставропігіальний монастир, де він виконував послух канонарха, був келейником архімандрита Євгенія (Кобранова).
У 1925 році Серафимом (Сілічевим) пострижений у чернецтво і ним же висвячений на ієродиякона. 14 липня того ж року митрополитом Петром (Полянським) хіротонізований в ієромонаха.
Священиче служіння почав в Рибінську, після цього служив священиком на парафії Ярославської єпархії.
У 1930 році з благословення митрополита Сергія (Страгородського) зведений в сан архімандрита єпископом Євгеном (Кобрановим).
У роки Німецько-радянської війни перебував на військовій службі і нагороджений орденом «Червоної Зірки», медалями «За відвагу», «За бойові заслуги», «За оборону Москви», «За оборону Сталінграду», «За оборону Будапешта», «За взяття Відня», «За перемогу над Німеччиною».
Після закінчення війни служив священиком на Ваганьківському кладовищі м. Москви.
З липня по грудень 1948 року був архімандритом Антіохійського подвір'я в Москві.
З грудня 1948 по 1950 рік був начальником Єрусалимської Духовної Місії.
Після повернення з Єрусалиму призначений настоятелем Лосино-Островської Адріана і Наталії церкви під Москвою.
У 1951 року призначений настоятелем Пименовської церкви в м. Москві.
7 червня 1953 хіротонізований на єпископа Астраханського і Сталінградського.
Через конфлікт з владою був змушений покинути місто.
9 лютого 1954 призначений єпископом Пензенським і Саранським.
22 березня 1960 став єпископом Калузьким і Боровським. 9 травня возведений у сан архієпископа.
У роки його правління Калузької єпархією владою було видано постанови, які забороняли хресні ходи, дзвін і роботу з дітьми, а ремонт храму міг проводитися тільки за рішенням влади. Доходи церков різко знизилися через зменшення кількості треб, викликаних тим фактом, що матеріали їх обліку стали використовуватися для інформування партійних органів з метою переслідування віруючих. У ці ж роки, після відсторонення настоятелів від управління парафіями, почалося масове закриття храмів.
19 липня 1962 звільнений на спокій через хворобу.
14 травня 1963 призначений знову на Калузьку кафедру.
11 травня 1963 нагороджений правом носіння хреста на клобуку.
29 травня 1963 став архієпископом Івановським і Кінешемським.
30 березня 1964 призначений архієпископом Харківським і Богодухівським.
Помер 28 липня 1967. Похований на Бабушкінському кладовищі в Москві.